# Callitula punctata
Callitula punctata är en stekelart som först beskrevs av Alan Parkhurst Dodd 1915.  Callitula punctata ingår i släktet Callitula och familjen puppglanssteklar. Inga underarter finns listade.